# Прендергаст, Лорна
Лорна Прендергаст — австралийская исследовательница деменции и активистка. Она окончила Мельбурнский университет со степенью магистра в области старения в 2019 году, когда ей было 90 лет. Обучение она начала в память о своём болевшем муже Джиме.
После окончания учёбы она начала пробовать музыкальную терапию для лечения деменции. Сотрудничала с Rotary Sunrise для обеспечения настраиваемыми наушниками всех нуждающихся пациентов. В 2020 году она была включена в список 100 женщин Би-би-си и номинирована на премию «Австралиец года» в 2021 году.